# Мергоццо
Мергоццо (итал. Mergozzo) — коммуна в Италии, располагается в регионе Пьемонт, в провинции Вербано-Кузьо-Оссола.
Население составляет 2168 человек (2017 г.), плотность населения составляет 78 чел./км². Занимает площадь 27 км². Почтовый индекс — 28802. Телефонный код — 0323.
В коммуне 15 августа особо празднуется Успение Пресвятой Богородицы.

## Демография
Динамика населения:

## Администрация коммуны
- Официальный сайт: http://www.comunedimergozzo.it/